# Mario Cutelli

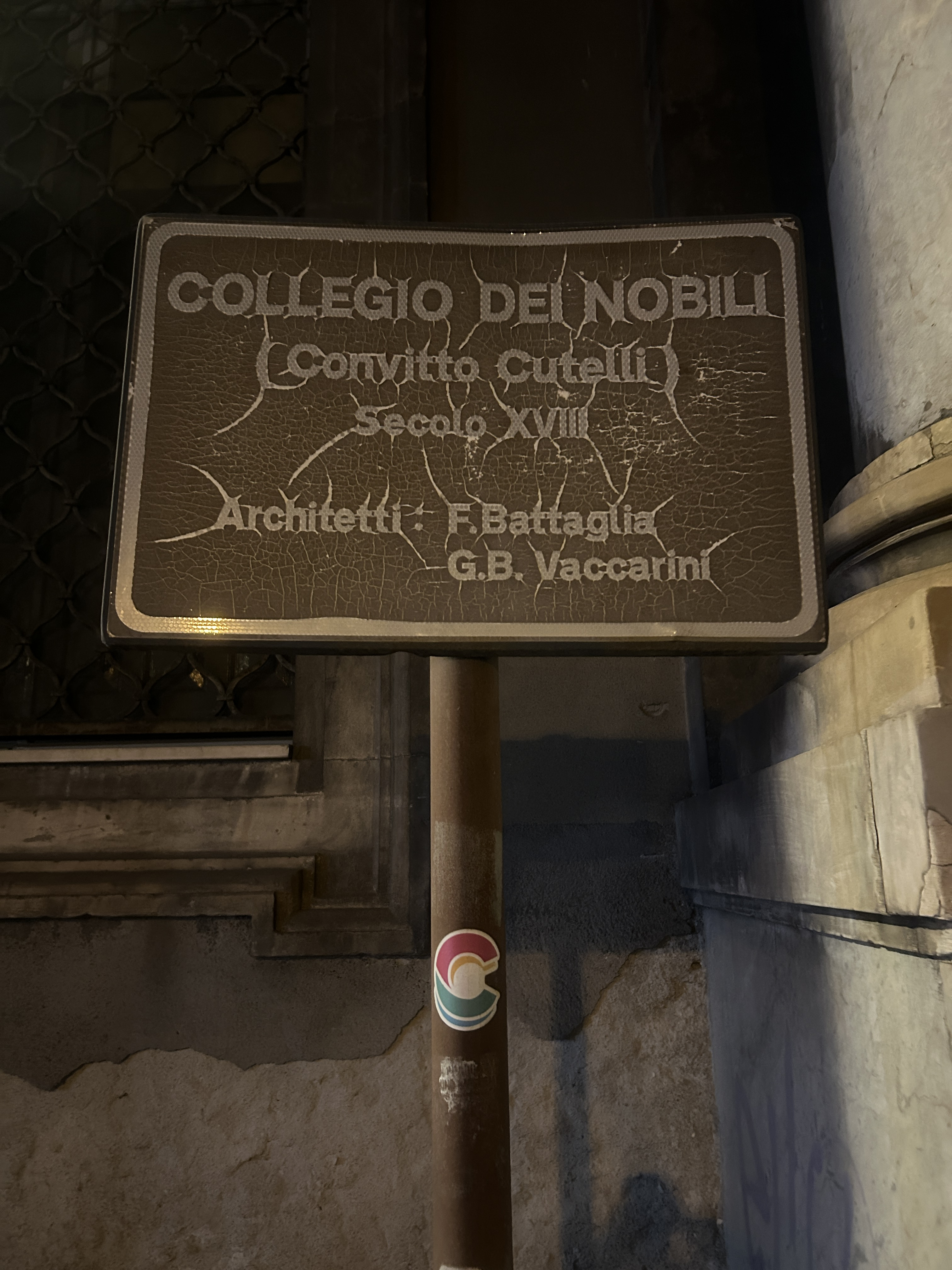
Bordje bij de school dat herinnert aan de adellijke leerlingen

Mario Cutelli (Catania, circa 1589 – Palermo, 17 september 1654) was een edelman, rechtsgeleerde, en rechter in het Spaanse koninkrijk Sicilië. Het Spaanse Rijk werd bestuurd door de Habsburgers. Cutelli's publicaties pleitten voor een helder rechtssysteem met goed opgeleide rechters; in brede zin pleitte hij voor een samenleving geleid door een aristocratische elite die grondig opgeleid was in ’s lands bestuur.

## Levensloop
Cutelli was een buitenechtelijk kind van Agatino Cutelli. Zijn familie was van adel en kende meerdere rechters in dienst van het Spaanse bestuur over Sicilië. Cutelli droeg de adellijke titels van graaf van Villa Rosata en heer van Aliminusa.
Aan de universiteit van Catania behaalde Cutelli een doctoraat in beide rechten (1621), waarna hij een praktijk had van zowel advocaat als rechter in de patriciërsrechtbank van Catania. 
In 1630 werd Cutelli raadsheer voor een termijn van twee jaren bij het Hooggerechtshof in Palermo. In 1632 trok hij naar Madrid. Hij legde er voor Madrileense raadsheren uit hoe voortdurende procedurekwesties tussen burgerlijke en kerkelijke rechtbanken op Sicilië inefficiënt waren. Zijn opinie over de Inquisitie in deze was vernietigend. In Madrid trof hij meerdere edelen aan die het met hem eens waren. Cutelli keerde terug naar Sicilië als raadsheer bij het Hooggerechtshof voor een nieuwe termijn van twee jaren (1635-1637). Daar hekelde hij de fiscale chaos die te wijten was aan verduistering van stadseigendommen - gelegen buiten de stadsmuren - en aan louche verkooppraktijken van feodale domeinen met bijhorende adellijke titel. Hij verzette zich tegen het feit dat de Spanjaarden de belastingwetten misbruikten. In plaats van termijnen van twee jaren voor een rechter pleitte hij voor levenslange benoemingen om aldus een autonomie en continuïteit te garanderen voor de rechterlijke overheid.
Na een tweede missie in Madrid (1638) werd Cutelli benoemd tot fiscaal advocaat bij de Rechtbank van Eigendommen (1639-1640). Nadien trok hij voor een derde maal naar Madrid (1640-1648). Achter zijn rug pleitte de onderkoning van Sicilië in Madrid voor het ontslag van Cutelli. Het leidde voor zijn gezin tot armoedige situaties om te overleven in Madrid. Intussen liepen de zaken aan de Rechtbank van Eigendommen in grote verwarring; ook de Spaanse onderkoning had er geen vat meer op. Cutelli richtte nogmaals zijn pijlen op de kerkelijke rechtbanken in Sicilië. Cutelli beschreef dit in een brief aan paus Innocentius X.
In 1648 eindigde de Dertigjarige Oorlog. Innocentius X was woest omdat hij niet bij de Vrede van Westfalen betrokken was. Sicilië en Napels likten de wonden na de volksopstand van Masaniello (1647). De mentaliteit was veranderd in de zin dat de scheefgegroeide situaties bij het Spaans bestuur en bij de Inquisitie publiek waren gehekeld. Cutelli ontving een bevordering tot voorzitter van de Rechtbank van Eigendommen (1648). De nieuwe onderkoning van Sicilië Juan II van Oostenrijk, die zelf een buitenechtelijke zoon was van koning Filips IV, stopte hem ook het voorzitterschap toe van de Rechtbank van het Consistorie, een kerkelijke rechtbank. De senaat van Catania steunde hem bij de benoeming tot procureur in het Parlement van Sicilië. In 1651 benoemde onderkoning Juan II hem tot zijn minister van Eigendomszaken, waarna de onderkoning naar het opstandige Catalonië werd overgeplaatst.
Cutelli’s tegenstanders in Madrid brachten koning Filips IV ertoe Cutelli enige ambten te ontnemen. Protest van Cutelli veranderde hier niets aan (1653). Zijn tegenstanders dreven de zaak op de spits door Cutelli ervan te beschuldigen dat hij onrechtmatig in bezit van domeinen was gekomen. Dit was een fenomeen dat Cutelli heel zijn leven aangeklaagd had. In 1654 overleed Cutelli in Palermo. Hij werd begraven in het klooster van San Francesco di Paola in Palermo. 
Zijn erfgenamen moesten enkele jaren later, in 1657, een vonnis ondergaan waarin zij een boete van 8.000 dukaten moesten betalen voor malversaties van Cutelli qua grondbezit.

## Nalatenschap; de School Mario Cutelli
De kleinzoon van Cutelli, Antonino Cutelli, ontving als erfenis wat er nog overbleef van Cutelli’s vastgoed. Bij testament mocht deze dit laten overerven volgens het eerstgeboorterecht, ook als het om een buitenechtelijk kind ging. Voor het adellijk Sicilië was dit laatste element een opvallend testament. Verder in het testament riep hij de Sicilianen op een einde te maken aan kerkelijke taksen en een heersende klasse te organiseren die aristocratisch èn goed opgeleid was. 
Met ditzelfde testament werd in zijn geboortestad Catania het Convitto nazionale Mario Cutelli opgericht. De school werd ook genoemd Collegio dei Nobili of School voor Edellieden. Dit was een school voor voortgezet onderwijs ingericht specifiek voor adellijke jongens die later verder studeerden in burgerlijk of canoniek recht. De leerlingen droegen een uniform in het blauw met een met gouddraad afgezette kraag. Dit uniform bleef bestaan tot midden de 19e eeuw. Het is de oudste nog bestaande school van Catania. Het plein voor de school kreeg de naam Piazzo Cutelli.
Met de schoolhervorming in 1839 opende de school voor het eerst de toegang tot niet-edellieden. Burgerjongens uit Catania werden toegelaten. De studierichtingen werden uitgebreid. Sinds de 20e eeuw biedt de school zowel lager onderwijs als voortgezet onderwijs aan en, sinds 1993, bestaat een hogeschool voor Europese Studies in het scholencomplex.
In 2022 kreeg de school een langere naam: Mario Cutelli e Carmelo Salanitro. Deze laatste persoon was een leraar Latijn en antifascist die stierf in een naziconcentratiekamp.

## Publicaties
Cutelli schreef zijn traktaten, pamfletten, brieven en essays in het Latijn. Zijn naam in het Latijn was Marius Cutellus of Marius Cutellius.
Enkele van zijn geschriften zijn de volgende:
- Hij publiceerde in 1630 deel I van het tractaat Tractationum de donationibus contemplatione matrimonii, aliisque de causis inter parentes et filios factis. Het ging om schenkingen tussen familieleden. Deel II volgde in 1642. Postuum verschenen er herdrukken in 1661 en in 1668 in drukkerijen in Venetië.
- In 1631 liet hij in Madrid de bundel Patrocinium pro regia iurisdictione inquisitoribus siculis concessa uitgeven. Deze had als onderwerp de voor hem storende disputen tussen burgerlijke en kerkelijke echtbanken op Sicilië.
- In 1632 verscheen de bundel Decisiones supremorum huius Regni Siciliae Tribunalium iuxta orationes editas, in Messina, ter intentie van de nieuw aangekomen Spaanse onderkoning Fernando Afà de Ribera, hertog van Alcalà.
- In 1636 verscheen in Messina de bundel: Codicis legum sicularum libri quattuor. Dit boek behandelt de jurisprudentie op Sicilië in vier boekdelen.
- In 1646 publiceerde hij in Madrid het tractaat De prisca et recenti immunitate Ecclesiae ac ecclesiasticorum libertate generales controversiae.
- In 1653, een jaar voor zijn dood, kwam de Supplex libellus satis prolixus ad Regem Philippum IV in Palermo uit. Het was een pamflet tegen zijn tegenstanders in Madrid die hem wilden pakken op frauduleus bekomen grondbezit op Sicilië. Het was tevens een smeekbede aan de vorst om genade.